# 石川総師
石川 総師（いしかわ ふさのり）は、伊勢亀山藩の第5代藩主。伊勢亀山藩石川家10代。

## 生涯
安永5年（1776年）1月2日、第4代藩主・石川総博の長男（なお、「鈴鹿郡野史」・「石川家譜難波録」では先々代総純の後見役であった石川総徳の子とする）として伊勢亀山で生まれる。寛政8年（1796年）5月6日、総博の隠居により家督を継ぐ。享和3年（1803年）6月13日、江戸で死去した。享年28。跡を長男の総佐が継いだ。

## 系譜
父母
- 石川総博（父）
- 安田氏 ー 側室（母）

正室
- 水野忠鼎の次女

子女
- 石川総佐（長男）生母は正室
- 石川総安正室
- 松平近訓正室